# Ейндговен (аеропорт)

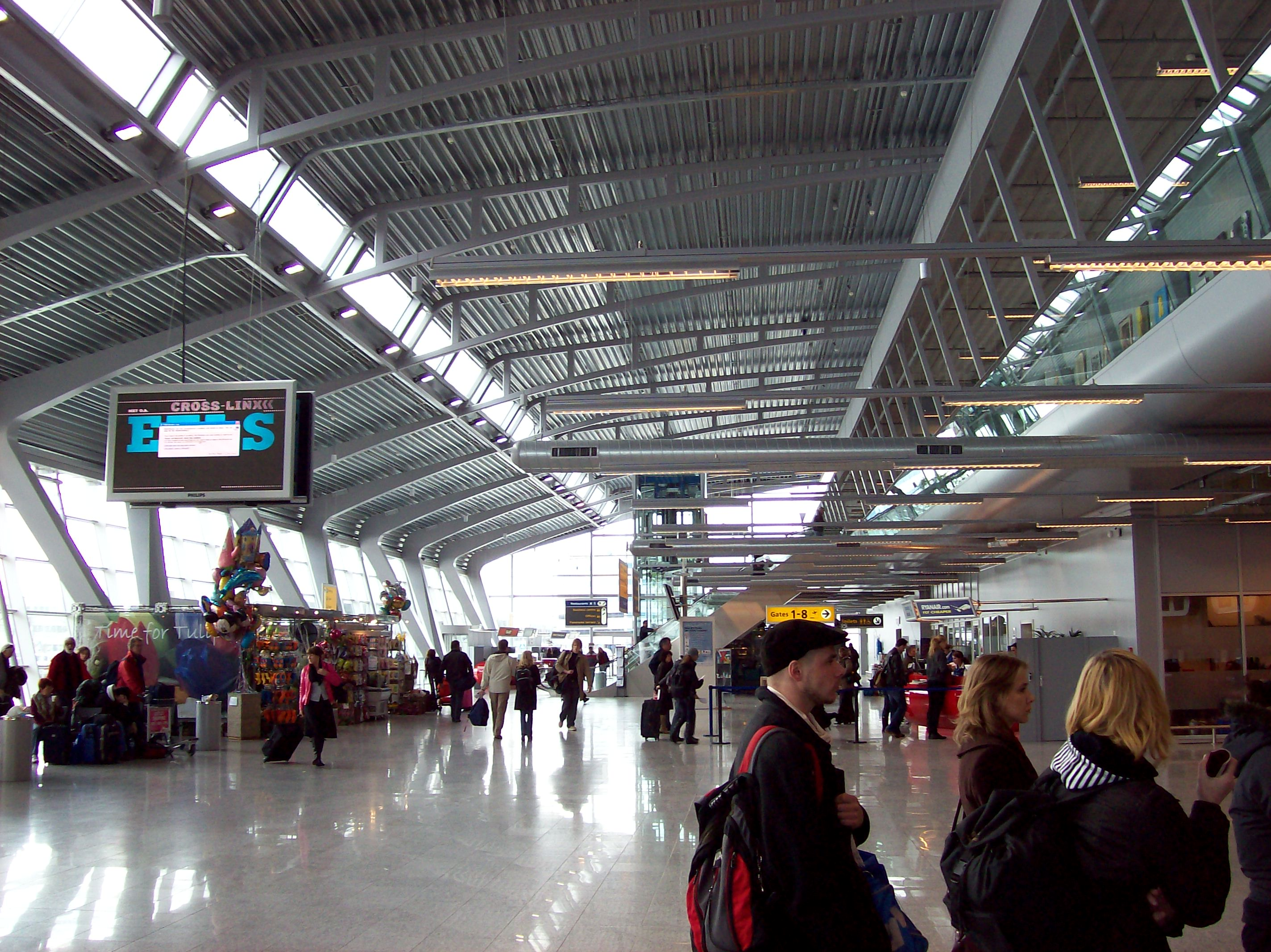
Зона реєстрації в аеропорту Ейндговен.

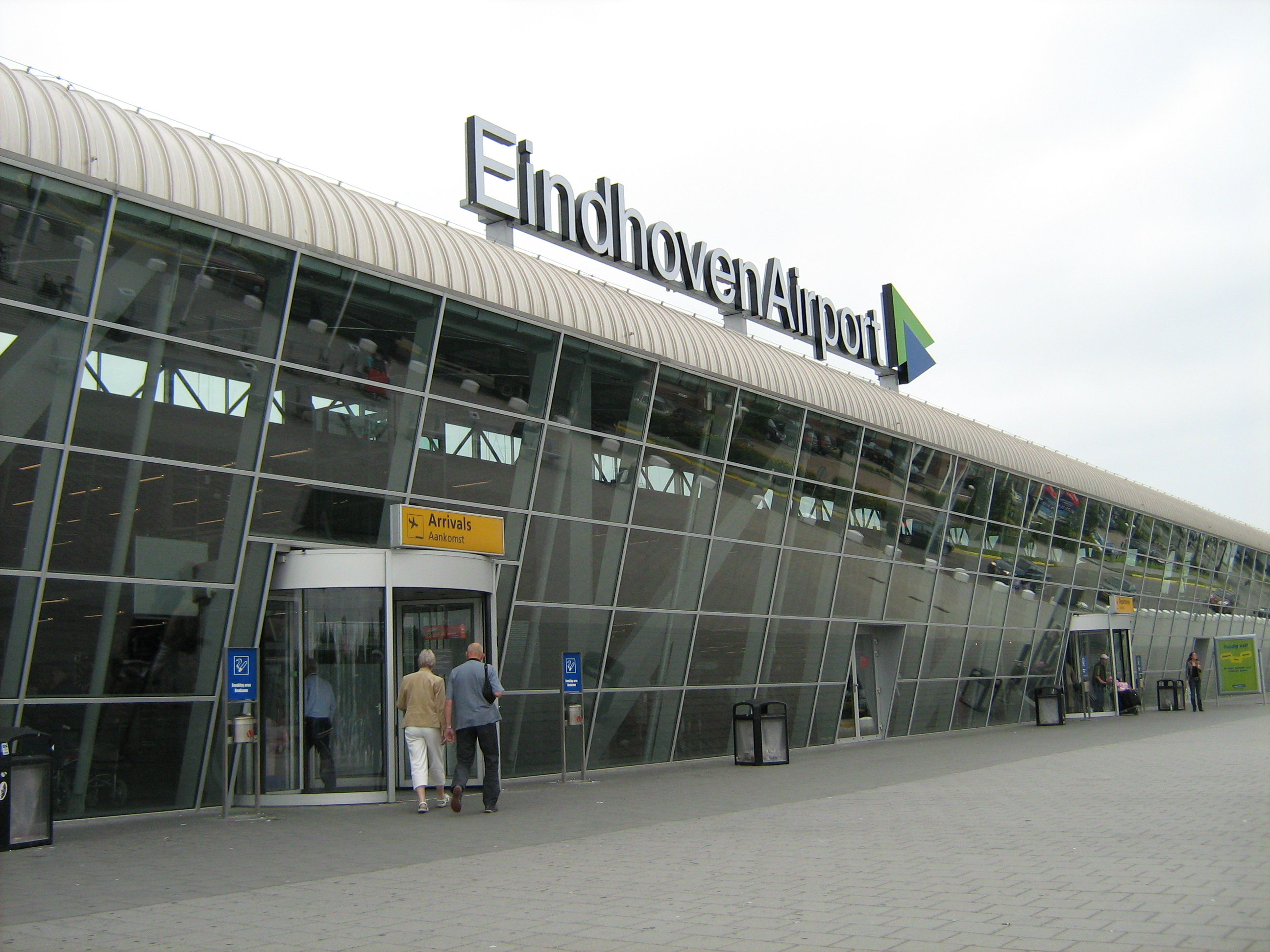
Екстер'єр аеропорту

Ейндговен (нід. Vliegbasis Eindhoven, (IATA: EIN, ICAO: EHEH)) — аеропорт спільного базування в Нідерландах, розташований за 7 км на захід від міста Ейндговен. Є другим за пасажирообігом аеропортом країни після амстердамського аеропорту Схіпгол.
Аеропорт є хабом для:
- Transavia

## Історія

### Ранні роки
Аеропорт був заснований в 1932 році в вигляді ЗПС з трав'яним покриттям під назвою «Vliegveld Welschap» («летовище Велсхап»). В 1939 році аеропорт було придбано ВПС, так як виникли побоювання конфлікту з Третім Райхом. Під час Голландської операції 1940 року було швидко захоплено німецькими силами і стало експлуатуватися ними під назвою «Fliegerhorst Eindhoven». Німці розширили і поліпшили льотне поле, побудувавши три ВПП з твердим покриттям, численні ангари і допоміжні споруди. Під час Голландської операції 1944 року було захоплено американськими десантниками. Нанесені пошкодження були усунені, летовище стало використовуватися як передове летовище британських та американських військ під кодом B-78.
Летовище було повернено Королівським військово-повітряним силам Нідерландів в 1952 році. У ньому базувалися Republic F-84G Thunderjet, Republic F-84F Thunderstreak, Northrop NF-5A/B та General Dynamics F-16A ґ/B Fighting Falcon. 316-а ескадрилья використовувала F-16 і була розформована в квітні 1994 року.

### Розвиток з 1980-х років
В 1984 році був побудований пасажирський термінал по дизайну Лео де Беверен. Після закінчення Холодної війни аеропорт Ейндговена був перетворений в базу військового транспорту. Спочатку тут базували літаки Fokker F27-300M Troopship. У наступні роки на авіабазі розташували Fokker 50, Fokker 60, McDonnell Douglas KC-10 Extender, Lockheed C-130 Hercules, Gulfstream IV.
15 липня 1996 року в аеропорту 1996 Belgian Air Force Hercules accident Lockheed C-130 Hercules ВПС Бельгії. Розгорілася пожежа, 34 людини загинуло в ній. Через проблеми зі зв'язком між рятувальними службами, пожежна служба не знала, що в C130 знаходилася велика кількість пасажирів, що, ймовірно, спричинило за собою більше смертей, ніж якби служби були в курсі..
Аеропорт продовжив розбудовуватись як цивільний і тепер є другим пасажирообігом Нідерландів. В 2012 року розпочалося розширення терміналу аеропорту і будівництво готелю зі 120 номерами

## Послуги
В аеропорту доступні наступні послуги: пункт обміни валют, бюро знахідок, камери схову, пеленальна зона, медичний центр, різні крамниці По всьому аеропорту доступний безкоштовний бездротовий інтернет. Також доступний бізнес-центр. Тут є свої офіси великих компаній по оренді автомобілів: Avis Rent a Car System, Europcar, Hertz та Sixt. На довго-короткострокових парковках є 1500 місць.

## Військове використання
- 334-а ескадрилья (McDonnell Douglas KC-10 Extender, Gulfstream IV)
- 336-а ескадрилья (Lockheed C-130 Hercules)
- 940-а ескадрилья технічного обслуговування
- 941-а ескадрилья різної підтримки
- Координаційний центр європейського транспорту[en]
- Європейське командування військово-транспортної авіації[en]

## Авіалінії та напрямки
| Авіакомпанія        | Пункт призначення |
| ------------------- | --- |
| Corendon Airlines   | Сезонний: Анталія |
| Lauda               | Відень (з 28 жовтня 2019) |
| Pegasus Airlines    | Сезонний чартер: Анталія (з 20 квітня 2019) |
| Pobeda              | Москва-Внуково |
| Ryanair             | Аліканте, Афіни, Бергамо, Болонья, Братислава, Бріндізі, Катанія, Дублін, Единбург, Фару, Фес, Жирона, Гран-Канарія, Краків, Лансароте, Лісабон, Лондон-Станстед, Мадрид, Малага, Мальта, Манчестер, Марракеш, Марсель, Неаполь, Пальма-де-Мальорка, Піза, Порту, Прага, Рим-Чіампіно, Севілья, Софія, Тенерифе-Південний, Салоніки, Тревізо, Валенсія, Варшава-Модлін Сезонний: Ібіца, Реус, Задар |
| SunExpress          | Сезонний: Анталія (з 13 квітня 2019), Ізмір (з 13 квітня 2019) |
| Transavia           | Аліканте, Афіни, Барселона, Болонья, Копенгаген, Фару, Гран-Канарія, Ібіца, Краків, Лансароте, Лісабон, Малага, Марракеш, Ніцца, Прага, Севілья, Стокгольм-Арланда, Тель-Авів, Тенерифе-Південний, Валенсія Сезонний: Іракліон, Інсбрук, Кос, Пальма-де-Мальорка, Родос, Рієка, Зальцбург, Закінф (з 21 квітня 2019)                                                                                |
| TUI fly Belgium     | Надор, Уджда |
| TUI fly Netherlands | Гран-Канарія, Хургада, Шарм-ель-Шейх Сезонний: Аліканте, Анталія, Боа-Вішта, Бодрум (з 20 квітня 2019),, Даламан (з 20 квітня 2019), , Фару, Іракліон, Ібіца, Кос, Ла-Пальма, Малага, Охрид, Сал, Тенерифе-Південний, Тиват |
| Wizz Air            | Белград, Бухарест, Будапешт, Клуж-Напока, Дебрецен, Гданськ, Яси, Катовиці, Каунас, Краків (з 17 вересня 2019), Кутаїсі (з 1 серпня 2019), , Люблін, Познань, Рига, Скоп'є, Софія, Тузла, Варна, Відень, Вільнюс, Варшава-Шопен, Вроцлав |

## Наземний транспорт
Аеропорт знаходиться прямо біля автобану A2, яка надає пряме сполучення із заходом і півднем країни, включаючи Амстердам, Утрехт та Маастрихт. Також аеропорт обслуговується двома автобусними маршрутами Ейндговену.
- Лінія 400 — шаттлова автобусна лінія, яка сполучає аеропорт із залізничним вокзалом Ейндговена. Частота руху варіюється від двох (пізно увечері і рано вранці) до чотирьох (вдень) раз на годину[15]
- Лінія 401 — швидкісна автобусна лінія (Phileas), яка сполучає аеропорт з центром Ейндговена і вокзалом. Частота руху варіюється від двох (ввечері) до восьми (вдень) раз на годину.[16]
- Лінія 145 сполучає місто Бест і його вокзал з аеропортом.
- Лінія 103 сполучає вокзал Ейндговена через північний район Вунсел з аеропортом і сполучає аеропорт з містом Велдговен.

Як і в більшій частині Ейндговена, в аеропорт прокладено велодоріжку, і неподалік від аеропорту доступні величезні парковки. Звичайна поїздка з центру міста становить 30 хвилин.